# Наріжний Симон Петрович
Симон Петрович Наріжний (30 січня 1898—23 липня 1983) — український вчений, дослідник української еміграції, бібліограф, історик.

## Життєпис
Народився 30 січня 1898 р. у селі Сокілка Кобеляцького повіту Полтавської губернії.
Закінчив Кобеляцьку школу (1917), історико-філологічний факультет Полтавського інституту (1918—1921). Емігрував до Чехословаччини (1922), закінчив філософський факультет Українського вільного університету (1927). Викладав упродовж 1928—1932 рр. в Українському високому педагогічному інституті ім. М. Драгоманова, потім в Українському вільному університеті. Виконував обов'язки секретаря Українського історично-філологічного товариства (1929—1938), був директором Музею визвольної боротьби України в Празі (1945—1948). Емігрував до Західної Німеччини, потім до Австралії (1951), поселився у Сіднеї. 
Помер 23 липня 1983, похований на цвинтарі Руквуд у Сіднеї.

## Основний творчий доробок
Автор фундаментальної книги «Українська еміґрація. Культурна праця української еміграції між двома світовими війнами» (Прага, 1942), «Матеріалів до історії Музею Визвольної боротьби України в Празі» (Цюрих-Вінніпег, 1957—1959), численних праць з історії козаччини.
Окремі видання:
- Наріжний С. 15 літ діяльності українського історично-філологічного товариства в Празі (1923—1938). — Прага: б. в., 1940. — 16 с.
- Наріжний С. Вищі українські школи в Чехії // Хроніка 2000. — К., 1999. — Ч. ІІ. — С.146-191.
- Наріжний С. М. П. Василенко і його наукова діяльність. — Львів, 1936. — 41 с.
- Наріжний С. Українська еміграція: Культурна праця української еміграції між двома світовими війнами. — Прага, 1942. — Част.1. — 372 с. // Репринтне перевидання (передмова та вступне слово — Любомир Винар та Алла Атаманенко): — Львів-Кент-Острог, 2008. доп. 232 стор. фотоілюстрацій. ISBN 966-8868-08-0